# لويس ليال (لاعب كرة قدم)
لويس ليال (بالبرتغالية: Luís Leal‏) هو لاعب كرة قدم برتغالي في مركز الهجوم، ولد في 29 مايو 1987 في Arrentela ‏ في البرتغال. شارك مع منتخب ساو توميه وبرينسيب لكرة القدم. أما مع النوادي، فقد لعب مع أتليتيكو كلوب دي برتغال وأونياو ليريا والنادي الأهلي وإشتوريل برايا وسيرو بورتينيو وغازي عنتاب سبور وموريرينسي ونادي أبويل ونادي اتحاد كلباء ونادي بيلينينسش.

## وصلات خارجية
- لويس ليال على موقع الاتحاد الدولي (مؤرشف)  (الإنجليزية)
- لويس ليال على موقع اتحاد تركيا (لاعب) (الإنجليزية)
- لويس ليال على موقع اتحاد تركيا (لاعب) (الإنجليزية)
- لويس ليال على موقع قاعدة بيانات كرة القدم.إي يو (الإنجليزية)
- لويس ليال على موقع ناشيونال فوتبول تيمز (الإنجليزية)
- لويس ليال على موقع Soccerway.com (الإنجليزية)
- لويس ليال على موقع عالم كرة القدم.نت (الإنجليزية)
- لويس ليال على موقع AS.com (الإسبانية)